# Шалата Михайло Йосипович
Михайло Йосипович Шалата (3 квітня 1937, село Бертишів, тепер Стрийського району Львівської області — 2 листопада 2020, місто Дрогобич Львівської області) — український літературознавець, письменник та громадський діяч, педагог, кандидат філологічних наук (1970), професор Дрогобицького педагогічного університету (1991), засновник Дрогобицької «Просвіти», дійсний член Наукового товариства імені Тараса Шевченка (2017), Почесний громадянин міста Дрогобича.

## Життєпис
Народився в селянській родині. Навчався в початкових школах у селах Репехів та Бертешів. У 1956 році закінчив середню школу в селі Баківці на Жидачівщині. Віршувати почав у 1951 році. Підготував три рукописні збірки: «Прикарпатський світанок» (1951), «Ранні мотиви» (1952) та «У нашому саду» (1953).
У 1957 році вступив на філологічний факультет Львівського педагогічного інституту, почав друкувати поезії в пресі. На початку 1960 року Львівський і Дрогобицький педінститути були об'єднані в Дрогобицький державний педагогічний інститут імені Івана Франка. Переїхавши до Дрогобича, Михайло Шалата залишився в цьому Франковому місті. У 1962 році закінчив Дрогобицький державний педагогічний інститут імені Івана Франка.
З 1962 по 1964 рік працював кореспондентом редакції газети «Колгоспник Дрогобиччини». Був членом КПРС.
У 1964 році Михайло Шалата видав першу поетичну збірку «Зоряне переджнив'я» у видавництві «Кримвидав» у Сімферополі.
З осені 1964 по листопад 2020 року — викладач, доцент, професор кафедри української літератури Дрогобицького педагогічного інституту (університету). З липня 1972 по лютий 1982, з лютого 1984 по жовтень 1987 і з лютого 1988 по 2000 рік — завідувач кафедри української літератури Дрогобицького педагогічного інституту (університету).
Займався дослідженням творчої індивідуальності Маркіяна Шашкевича. У 1969 році у видавництві Академії наук України («Наукова думка») видав монографію «Маркіян Шашкевич. Життя, творчість і громадська діяльність». Наступного року Михайло Шалата захистив кандидатську дисертацію про творчість Маркіяна Шашкевича. У 1991 році Михайлові Шалаті присвоєно звання професора Дрогобицького педагогічного інституту імені Івана Франка.
Опублікував літературознавчі книги «Юрій Федькович» (1984), «Юрій Дрогобич і його доба» (2000), «З Шевченком — у нове тисячоліття» (2001), «Будителі. Руська трійця та її послідовники» (2011), «Світова великість поета (Іван Франко)» (2012). За його редакцією підготовано видання «Русалки Дністрової» (Київ, 1987; Львів, 2007; Дрогобич, 2012) та четвертий том збірника «Дрогобиччина — земля Івана Франка».
Під час підготовки до 150-річчя Івана Франка був обраний головою оргкомітету з відзначення ювілею. У Дрогобичі опубліковані «Вибрані твори» Івана Франка у трьох томах. Упорядником і редактором першого тому із вступною статтею «Світова великість поета» був професор Шалата. Михайло Шалата також підготував і видав у Києві книжку «Для тебе, тату» про доньку Івана Франка Ганну Франко-Ключко та її твори.
Упорядкував і видав зі своїми передмовами та коментарями «Повне зібрання творів» М. Шашкевича (2012), вибрані твори І. Вагилевича, Я. Головацького, М. Устияновича, Ю. Федьковича, С. Коваліва, Т. Бордуляка (2010), збірник «Народні пісні в записах М. Шашкевича», «Народні пісні в записах І. Вагилевича», «Вінок Маркіянові Шашкевичу», «Шашкевичіана» (вип. 4), «Шевченко в краю Франка», працю Осипа Думина «Історія Легіону Українських Січових Стрільців», «Співаник УПА».
Автор нарисів-путівників «Дрогобич» (1986) та «Місто в підгір'ї Карпат» (1991), книги статей «Година для праці настала…» (1997), книги спогадів «Трилисник пам'яті», поетичних збірок «Із плину літ» (1992), «Копа» (1997), «Грабина» (1999), «Рік» (2003), «Вітри відродження» (2005), «Ім'я Шашкевича» (2005; 2014), «Наша доля» (пісні на його слова; 2007), «Перед Покровою» (2013), «Вибране» (2014). Видав також збірник «Вінок Маркіянові Шашкевичу» (спільно з Романом Лубківським), збірку віршів для дітей «Вітусина книжка» (присвячену онуці Вікторії) (2001) та інші. Автор понад 100 наукових та навчально-методичних праць.
Член Національної спілки письменників України (з 1999 року) та член правління Міжнародного фонду Івана Франка. Професор М.Шалата був депутатом міської ради І демократичного скликання. У травні 1995 року обраний головою Дрогобицької «Просвіти», а в травні 2000 року — почесним головою. У 1993 році в Дрогобичі утворена філія Товариства зв'язків з українцями за межами України («Україна—Світ»), відтоді М.Шалата був першим заступником голови філії. Учасник (делегат) III і IV Всесвітніх форумів українців у Києві, де виступав із доповідями на секційних засіданнях. Постійно обирався членом Президії Львівського обласного відділення Товариства.
21 квітня 2022 року у місті Дрогобич у рамках дерусифікації вулицю Льва Толстого було перейменовано на вулицю Михайла Шалати.

## Нагороди
- Орден «За заслуги» III ступеня (27.08.2006)
- Медаль «За трудову доблесть» (1986)
- Медаль «Будівничий України» (2002)
- Почесна відзнака Національної спілки письменників України (2017)
- Лауреат літературної премії імені Маркіяна Шашкевича (2014)
- Лауреат літературної премії імені Бориса Грінченка (2017)
- Почесний громадянин міста Дрогобича.

### Окремі видання
- Непідвладний часові: збірник на пошану професора Михайла Шалати / Упорядник і редактор Євген Пшеничний. Дрогобич: Коло, 2007. 360 с.

### Спогади та есеї
- Данило Ільницький. Перша осінь: есей про Дрогобич (для Другої Осени) // Zbruč. 15.11.2024 (одна з частин есею містить спогад-рефлексію про Михайла Шалату)